# Callander (Szkocja)
Callander – miasto w środkowej Szkocji, w hrabstwie Stirling, położone nad rzeką Teith. W 2011 roku liczyło 3077 mieszkańców.
Miasto znajduje się na skraju parku narodowego Loch Lomond and the Trossachs, u wrót górzystego regionu Trossachs, na jednym z głównych szlaków drogowych, którym zmierzają odwiedzający go turyści. Początki turystyki na tym obszarze sięgają końca XVIII wieku, a jej popularyzację przypisuje się wydanemu w 1810 roku poematowi Pani jeziora autorstwa Waltera Scotta.
W 1858 roku do miasta dotarła linia kolejowa i otwarta została stacja kolejowa, zlikwidowana w 1965 roku w ramach programu Beeching Axe.